# Canoagem nos Jogos Pan-Americanos de 2003
As competições de canoagem nos Jogos Pan-Americanos de 2003 foram realizadas em Santo Domingo, na República Dominicana.

## Masculino
| Evento                   | Ouro                                                               | Prata                                                                    | Bronze                                                                    |
| ------------------------ | ------------------------------------------------------------------ | ------------------------------------------------------------------------ | ------------------------------------------------------------------------- |
| K-1 500 metros detalhes  | Javier Correa (ARG)                                                | Sebastian Cuattrin (BRA)                                                 | Mark de Jonge (CAN)                                                       |
| K-2 500 metros detalhes  | BRA Brasil Carlos Campos Fábio Demarchi                            | ARG Argentina Miguel Correa Fernando Redondo                             | MEX México Manuel Cortina Martínez Ricardo Reza                           |
| K-1 1000 metros detalhes | Javier Correa (ARG)                                                | Sebastian Cuattrin (BRA)                                                 | Rami Zur (USA)                                                            |
| K-2 1000 metros detalhes | CUB Cuba Lancy Martínez Yoel Mendoza                               | USA Estados Unidos Benjie Lewis Brandon Woods                            | BRA Brasil Roger Caumo Fábio Demarchi                                     |
| K-4 1000 metros detalhes | CUB Cuba Oslay Calzadilla Andi Sicilia Lancy Martínez Yoel Mendoza | BRA Brasil Sebastian Szubski Carlos Campos André Caye Sebastian Cuattrin | ARG Argentina Damian Dossena Rodrigo Caffa Fernando Redondo Miguel Correa |
| C-1 500 metros detalhes  | Karel Aguilar (CUB)                                                | Scott Dickey (CAN)                                                       | Francisco Caputitla (MEX)                                                 |
| C-2 500 metros detalhes  | CUB Cuba Ledis Balceiro Ibrahim Rojas                              | MEX México Cristian Dehesa José Romero                                   | CAN Canadá Ian Mortimer Tom Hall                                          |
| C-1 1000 metros detalhes | Tom Hall (CAN)                                                     | José Romero (MEX)                                                        | Darwin Correa (URU)                                                       |
| C-2 1000 metros detalhes | CUB Cuba Ledis Balceiro Ibrahim Rojas                              | CHI Chile Fabian López Jonathan Tafra                                    | MEX México Cristian Dehesa José Romero                                    |

### Feminino
| Evento                  | Ouro                                                                         | Prata                                                                        | Bronze                                                                  |
| ----------------------- | ---------------------------------------------------------------------------- | ---------------------------------------------------------------------------- | ----------------------------------------------------------------------- |
| K-1 500 metros detalhes | Ruth Nortje (USA)                                                            | Fernanda Lauro (ARG)                                                         | Jillian D'Alessio (CAN)                                                 |
| K-2 500 metros detalhes | USA Estados Unidos Ruth Nortje Kathryn Colin                                 | CAN Canadá Emilie Fournel Victoria Tuttle                                    | ARG Argentina Sabrina Ameghino María Romano                             |
| K-4 500 metros detalhes | CAN Canadá Jennifer Adamson Jillian D'Alessio Emilie Fournel Victoria Tuttle | USA Estados Unidos Kathryn Colin Sonrisa Reed Ruth Nortje Kari-Jean McKenzie | ARG Argentina Mari Ducrett Vanesia Pittao Sabrina Ameghino María Romano |

## Quadro de medalhas
| Posição | Nação              |    |    |    | Total |
| ------- | ------------------ | -- | -- | -- | ----- |
| 1       | CUB Cuba           | 5  | 0  | 0  | 5     |
| 2       | ARG Argentina      | 2  | 2  | 3  | 7     |
| 2       | CAN Canadá         | 2  | 2  | 3  | 7     |
| 4       | USA Estados Unidos | 2  | 2  | 1  | 5     |
| 5       | BRA Brasil         | 1  | 3  | 1  | 5     |
| 6       | MEX México         | 0  | 2  | 3  | 5     |
| 7       | CHI Chile          | 0  | 1  | 0  | 1     |
| 8       | URU Uruguai        | 0  | 0  | 1  | 1     |
| Total   | Total              | 12 | 12 | 12 | 36    |